# Yokotake Tsubasa
Yokotake Tsubasa (横竹 翔 Yokotake Tsubasa, sinh ngày 30 tháng 8 năm 1989) là một cầu thủ bóng đá người Nhật Bản và là đội trưởng của Kochi United SC của Shikoku Soccer League.

## Thống kê câu lạc bộ
Cập nhật đến ngày 20 tháng 2 năm 2016.
| Thành tích câu lạc bộ | Thành tích câu lạc bộ | Thành tích câu lạc bộ | Giải vô địch | Giải vô địch | Cúp                   | Cúp                   | Cúp Liên đoàn | Cúp Liên đoàn | Châu lục | Châu lục  | Tổng cộng | Tổng cộng |
| Mùa giải              | Câu lạc bộ            | Giải vô địch          | Số trận      | Bàn thắng    | Số trận               | Bàn thắng             | Số trận       | Bàn thắng     | Số trận  | Bàn thắng | Số trận   | Bàn thắng |
| Nhật Bản              | Nhật Bản              | Nhật Bản              | Giải vô địch | Giải vô địch | Cúp Hoàng đế Nhật Bản | Cúp Hoàng đế Nhật Bản | Cúp Liên đoàn | Cúp Liên đoàn | Châu Á   | Châu Á    | Tổng cộng | Tổng cộng |
| --------------------- | --------------------- | --------------------- | ------------ | ------------ | --------------------- | --------------------- | ------------- | ------------- | -------- | --------- | --------- | --------- |
| 2008                  | Sanfrecce Hiroshima   | J2 League             | 0            | 0            | 0                     | 0                     | -             | -             | -        | -         | 0         | 0         |
| 2009                  | Sanfrecce Hiroshima   | J1 League             | 16           | 0            | 1                     | 0                     | 4             | 1             | -        | -         | 21        | 1         |
| 2010                  | Sanfrecce Hiroshima   | J1 League             | 27           | 0            | 2                     | 1                     | 4             | 0             | 5        | 0         | 38        | 1         |
| 2011                  | Sanfrecce Hiroshima   | J1 League             | 12           | 0            | 2                     | 1                     | 2             | 0             | –        | –         | 38        | 1         |
| 2012                  | Sanfrecce Hiroshima   | J1 League             | 0            | 0            | 0                     | 0                     | 2             | 0             | –        | –         | 2         | 0         |
| 2013                  | Gainare Tottori       | J2 League             | 32           | 1            | 1                     | 0                     | –             | –             | –        | –         | 33        | 1         |
| 2014                  | Gainare Tottori       | J3 League             | 10           | 0            | 0                     | 0                     | –             | –             | –        | –         | 10        | 0         |
| 2015                  | Kochi United SC       | JRL (Shikoku)         | 12           | 3            | –                     | –                     | –             | –             | –        | –         | 12        | 3         |
| Tổng cộng sự nghiệp   | Tổng cộng sự nghiệp   | Tổng cộng sự nghiệp   | 109          | 4            | 6                     | 2                     | 12            | 1             | 5        | 0         | 132       | 7         |